# Енеїда (Котляревський)
«Енеї́да» — українська бурлескно-травестійна поема, написана українським письменником Іваном Котляревським, заснована на сюжеті однойменної класичної поеми римського поета Вергілія. Складається з шести частин, на відміну від дванадцяти частин Вергілія. Написана чотиристопним ямбом.
Поема написана в добу становлення романтизму і націоналізму в Європі, на тлі ностальгії частини української еліти за козацькою державою, ліквідованою Росією в 1775—1786 роках. «Енеїда» — перша масштабна пам'ятка українського письменства, укладена розмовною українською мовою. Поема започаткувала становлення новочасної української літератури. Перші три частини поеми були видані в 1798 році, в Санкт-Петербурзі, без відома автора, під назвою: «Енеида. На малороссійскій языкъ перелиціованная И. Котляревскимъ». Повністю «Енеїда» вийшла в світ після смерті Котляревського, в 1842 році. Цей твір є першокласним джерелом з українознавства, українського побуту та культури XVIII століття.
Як і оригінал, сюжет описує пригоди троянського отамана Енея, проте у викладі Котляревського вони подаються в антуражі тогочасної української культури. Після зруйнування батьківщини ворогами, Еней разом зі своїм козацьким військом шукає місця, де зміг би заснувати майбутню імперію. У його поневіряння втручаються боги, намагаючись хто допомогти, а хто завадити його подорожі.

## Історія видання

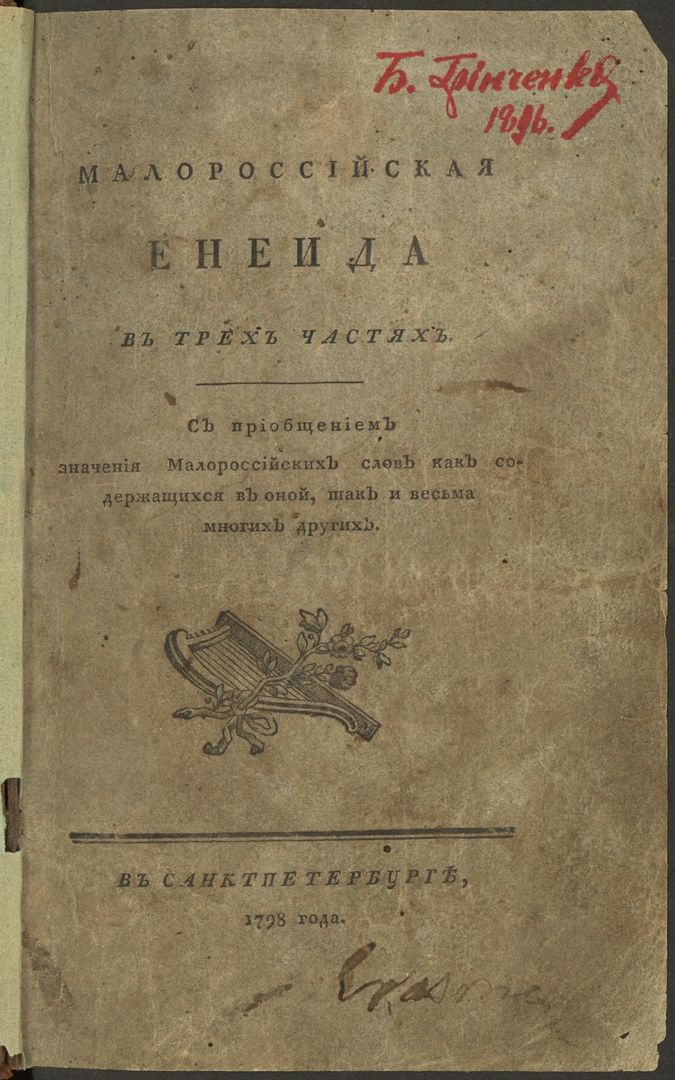
Перше видання «Енеїди» (Санкт-Петербургъ. Иждивением М. Парпуры) (1798)

Вважається, що Іван Котляревський розпочав роботу над Енеїдою у 1794 році, будучи 29-річним прапорщиком у війську Російської Імперії. Ще до появи несанкційованого друкованого видання I—III частин Енеїди, перші три її частини поширювалася серед тогочасної української інтелігенції в рукописних виданнях.
У 1798 році в Санкт-Петербурзі, без відома та згоди самого Котляревського, було вперше надруковано I—III частини «Енеїди» зусиллями багатого конотопського поміщика Максима Парпури та за редакцією Йосипа Каменецького. Парпура опублікував ці перші три частини поеми без коректорської правки, з помилками. Книга вийшла під заголовком «Енеида на малороссийский язык перелицованная И. Котляревским», орієнтувалася на російського читача і тому наприкінці містила українсько-російський словник, у якому надавалося тлумачення слів так званого «малоросійского нарѣчія» для російськомовних читачів. Цей українсько-російський словник вийшов під назвою «Собрание малороссийских слов, содержащихся в „Енеиде“, й сверх того еще многих иных, издревле вошедших в малороссийское наречие с других языков или и коренных российских, но неупотребительных». Словник містив 972 слова і став основою для подальших коментарів «Енеїди».

Відомо, що Котляревський розлютився, дізнавшись про це несанкціоноване видання, та у своєму власному першому виданні 1809 року зганьбив його творців, написавши в анотації до цього видання, що «якась особа Мацапур», який кривив душею для прибутку, хай йде до пекла й щоб його там «шкварили на шашлику» саме за те, що «чужеє оддавав в печать». Таку оцінку вважав несправедливою, зокрема, Сергій Єфремов, який в огляді за назвою «В тісних рямцях. Українська книга в 1798—1916 рр.» зауважив:
…перший видавець наш анітрохи такої суворої догани не вартий. Поставивсь він до свого видання совісно і, очевидно, мав на оці не якісь там прибутки, а бажання поділитися з громадою цікавою літературною новинкою, яку сам над усе, видко, був уподобав. Людина заможна, з чернігівського маєтного панства, М. Парпура й не був надто заінтересований у тих невеличких прибутках, що могла дати йому поема Котляревського. Що це був швидше вчинок мецената, аніж інтерес крамаря, показує і та зворушлива присвята на книзі, що викриває справжні заміри та плани видавця. «Любителям малороссийского слова усерднейше посвящается» — була це, видимо, данина пієтету до рідного слова, з якою до «любителів» його обертається такий само любитель.
Друге неповне видання «Енеїди» (також лише I—III частин) побачило світ 1808 року. Його опублікували в типографії Івана Глазунова в Санкт-Петербурзі на основі видання 1798 року. Текст поеми і словник було скопійовано з помилками. Це видання, так само як і перше, вийшло без відома і згоди Котляревського.
1809 року, за фінансової підтримки Семена Кочубея, Іван Котляревський закінчив написання четвертої частини «Енеїди» і видав її разом із попередніми трьома окремою книжкою: «Вергилиева Энеида на малороссийский язык переложенная И. Котляревским. Вновь исправленная и дополненная противу прежних изданий, Санктпетербург, в медицинской типографии». На окремій сторінці Котляревський зазначав, що попередні публікації вийшли в світ без його згоди. Книжка містила словник із першого видання, а також авторський додаток під назвою «Дополнение к малороссийскому словарю», що мав 153 слова. Чимало помилок лишилися не виправленими.
1821 року Котляревський закінчив написання п'ятої частини «Енеїди», а 1822 року — шостої. Письменник також склав новий українсько-російський словник до «Енеїди» на 1547 слів на базі першого словника з видання 1798 року.
У 1822—1823 роках у журналі «Соревнователь просвещения и благотворения» (ч. 17, кн. 1; ч. 24, кн. 11) надруковано два уривки з п'ятої частини «Енеїди»; уривок з шостої частини опубліковано у Харківському альманасі «Утренняя звезда» (1833, кн. 2).
З біографічних нарисів про Котляревського відомо, що він працював над «Енеїдою» до кінця життя. Незадовго до смерті автор продав рукопис харків'янинові О. А. Волохінову, який видав його завершений твір у шести частинах 1842 року.
Сьогодні у світових бібліотеках та приватних колекціях зберігається всього кілька примірників першодруків «Енеїди» 1798, 1808, 1809 та 1842 років. Найрідкіснішим виданням є першодрук 1798 року — окрім примірника в НБУВ, відомо лише про кілька інших примірників у найбільших бібліотеках та приватних колекціях світу. Менш рідкісним, однак теж надзвичайно цінним є видання 1809 року — воно наявне лише в кількох десятках найбільших бібліотек та приватних колекцій світу. Видання 1808 та 1842 року менш рідкісні й зберігаються в понад сотні великих бібліотек та приватних колекцій світу.

## Сюжет

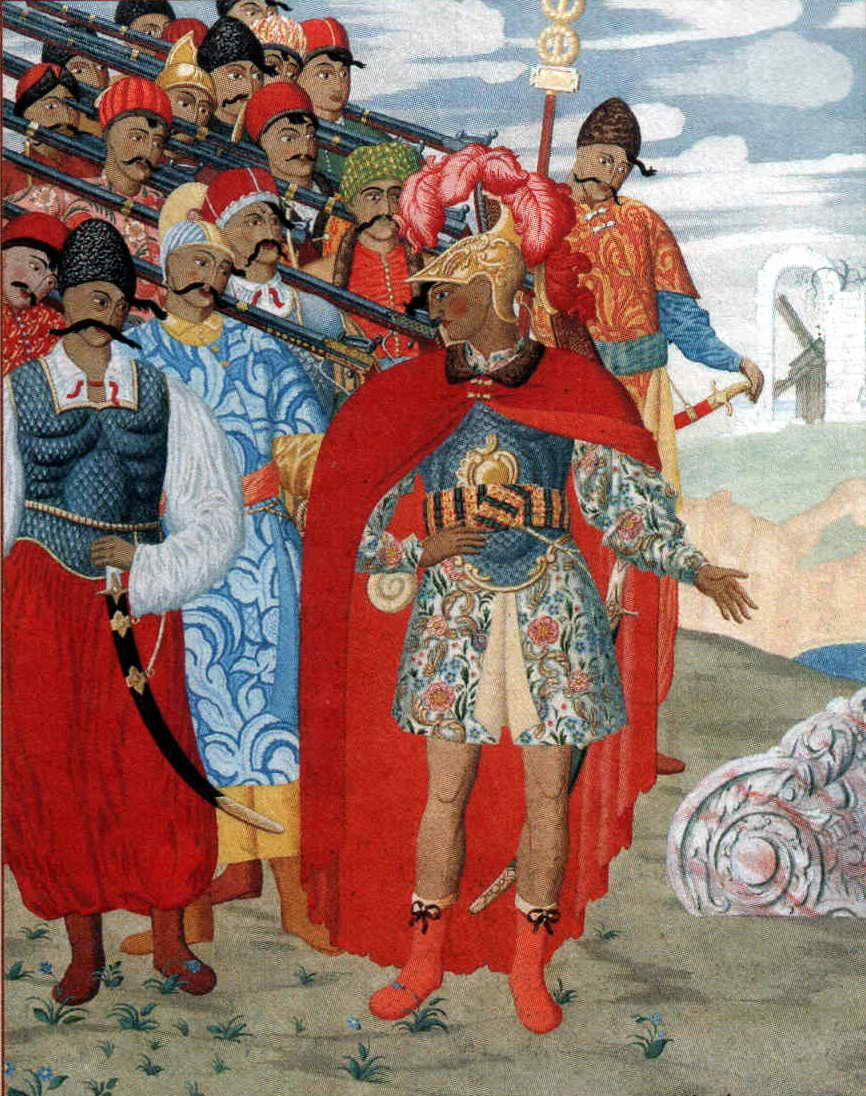
Отаман Еней з козацьким військом. Ілюстрація до «Енеїди» Георгія Нарбута близько 1920 р.

Книга перша. Після знищення Трої греками Еней тікає з ватагою троянців морем. Богиня Юнона незлюбила Енея за те, що він ніколи нічого не просив у неї, а також те, що він син Венери — богині, котру Паріс визнав найгарнішою замість неї. Юнона побігла до бога вітрів Еола, щоби той здійняв буревій і потопив троянців. Еол розпустив вітри й зробив страшну бурю. Але Еней дав богові моря Нептунові хабаря і буря стихла. Венера, хвилюючись за сина, пішла жалітися на Юнону до батька Зевса. Той сказав, що доля Енея вже вирішена — він поїде до Риму, «збудує сильне царство», «на панщину весь світ погонить» і «всім їм буде ватажок». За словами Зевса, шлях Енея лежав через володіння Карфагена, де той буде в безпеці.
Після тривалих поневірянь троянці дістаються до Карфагена, де править Дідона. Цариця закохується в Енея і влаштовує святкування аби той забув про свою головну мету — будівництво Риму, лишившись із нею. Зевс, випадково глянувши з Олімпа на землю, бачить це, лютує і посилає Меркурія нагадати Енеєві про його призначення. Злякавшись Зевсового гніву, Еней з троянцями вночі втікає з Карфагену, а Дідона з горя спалює себе.
Книга друга. Жалкуючи про втрату Дідони, Еней із троянцями пропливає морем і пристає до Сицилії, де править цар Ацест. Сицилійці гостинно їх приймають, влаштувавши бенкет. Еней вирішує заразом улаштувати поминки по своєму батькові Анхізу, що отруївся сивухою. Під час троянського бенкету та ігрищ Юнона посилає свою служницю на землю, яка намовляє троянських баб спалити човни, щоб троянці лишилися на Сицилії. Розлючений Еней лає богів, просячи дощу. Завдяки дощу частина кораблів лишається цілою, Еней вагається чи вистачить їх для продовження подорожі. Послухавши поради товариша, Еней із горя лягає спати і бачить уві сні батька. Анхіз обіцяє, що все буде добре і просить навідатись до нього в пекло.
Книга третя. Покинувши Сицилію, троянці довго пливуть по морю, аж поки не пристають до Кумської землі. Еней вирушає шукати дорогу до пекла й зустрів Сивіллу-віщунку. Вона обіцяє відвести Енея до пекла, в обмін на хабар богу сонця Фебові та подарунок їй самій. Вони обоє спускаються по вулиці у пекло, на якій живуть Дрімота, Зівота, Смерть, а за ними в ряд стоять чума, війна, холод, голод й інші лиха. Через річку Стікс міфічний перевізник Харон переправляє Енея та Сивіллу до пекла. Біля входу їх зустрічає страшний Цербер, якому віщунка кидає хліба. В пеклі мучилися грішники: пани, брехуни, скупі, дурні батьки… Еней зустрічає в пеклі Дідону і вбитих земляків-троянців. Нарешті він зустрічається з батьком, і той пророкує, що від Енея піде «великий і завзятий рід», що «всім світом буде управляти».
Книга четверта. Посідавши в човни, троянці на чолі з Енеєм пливуть далі. Напрямний матрос бачить острів, на якому править жорстока цариця Цирцея, котра перетворює людей в тварин. Острів ніяк не можна було оминути, тож Еней звертається до Еола і просить відвернути біду. Еол посилає потрібний вітер і військо продовжує подорож.
Еней зі своїми троянцями припливає на острів, де править цар Латин. Разом зі своєю дружиною Аматою він збирається видати дочку Лавинію заміж за царя рутульців Турна. Еней тим часом відправляє воїнів на розвідку. Ті повідомляють йому, що місцеві говорять латиною. Еней зі своїм військом починає читати «Піярськую граматку» та вивчає латину за тиждень. Потім герой посилає царю гостинців і той приймає козаків з почестями, бажаючи, щоб Еней став його зятем. А тим часом Юнона, бачачи, що Еней розпустився, збирається його провчити. Богиня підсилає фурію Тезіфону, яка вселяється спочатку в Амату, а «потім і Турна навістила». Турн же бачить віщий сон, в якому його майбутня наречена обирає за пару Енея. Ображений, він посилає лист царю Латину, оголошуючи війну. Енеєве військо випадково спускає хортів на собачку Аматиної няньки. Та починає налаштовувати людей проти Енея. Народ Латина готується до війни.
Книга п'ята. Еней роздумує як перемогти Турна, адже олімпійські боги не поспішали допомагати. Герой вирішує шукати допомоги у аркадян (Евандр — цар аркадян, Паллант — його син). Енея зморює сон, і вві сні якийсь старий дід дає Енеєві пораду — побрататися з аркадянами, які були ворогами латинців. Еней приносить жертву богам і їде до Евандра. Той погоджується допомогти і відправляє з військом свого сина Палланта. Венера просить бога-коваля Вулкана зробити її синові Енею міцну зброю.
Юнона через свою служницю попереджає Турна про можливий напад Енея і радить вдарити першим. Той іде на троянську фортецю, але взяти її не може. Тоді він спалює троянський флот. Венера скаржиться матері богів Цібелі, а та — Зевсу. Верховний бог перетворює кораблі троянців на сирен, і рутульці зі страху тікають. Троянські вартові Низ і Евріал планують скористатися нагодою та пробратися в рутульський табір і зненацька побити ворогів. Проте в Евріала є стара мати, спершу він не погоджується, але потім вирішує, що «де общеє добро в упадку, забудь отця, забудь і матку, лети повинность ісправлять». Низ та Евріал убивають багатьох ворогів, а дорогою назад натрапляють на латинців, що йшли у свій табір. Юнаки намагаються сховатися в лісі, але латинці їх вистежують і оточують ліс, що з нього «не зшмигнеш ніяк». Коли їм вдається впіймати Евріала, Низ залазить на вербу, кидає списа і цим видає себе. Полковник Волсент страчує Евріала, а Низ убиває його і слідом гине від рук латинських воїнів.
Турн іде на штурм троянців, ті мужньо обороняються; знову втручається Юнона і захищає Турна. Рутульці б'ють троянців, і ті вже хочуть залишити фортецю. Тоді начальник артилерії починає їх соромити, нагадуючи, що князь «за воїнів нас числить, за внуків славнійших дідів». Присоромлені троянці гуртом дружно наступають, і Турн тікає.
Книга шоста. Розгнівавшись на богів за втручання без його дозволу, Зевс забороняє богам робити щось на користь будь-якої зі сторін. Венера приходить до верховного бога, починає підлещуватись до нього і сварити Юнону. Юнона, почувши це, розпочинає сварку.
Еней в цей час пливе на кораблі разом з Паллантом на допомогу троянцям. Коли всі поснули, він думає про те, як можна перемогти Турна. Раптом він бачить у воді мавку. Вона розповідає йому про те, що Турн зі своїми воїнами вже почали бій проти троянців і ледве не спалили їхній флот. Еней спішить на поміч «своїм» і відразу ж кидається в бій. Турн вбиває відважного Палланта. Енеєвий син Іул доповідає батькові що сталось за його відсутності.
Зевс, напившись, іде вибачатись до Юнони. Та своєю хитрістю обманює бога, приспавши його. Юнона набуває подоби Енея і заманює Турна на корабель, щоб Турн поплив додому і не загинув.
Наступного дня Еней ховає загиблих. До нього прибувають посланці Латина. Герой говорить їм, що воює не проти Латина, а проти Турна і пропонує влаштувати поєдинок один на один з ним. Посли це схвалюють і переповідають його слова Турну. Той неохоче готується до двобою. Амата тим часом виступає проти одруження дочки і Турна, адже таємно в нього закохана.
Наранок обидві троянці та рутульці збираються подивитись на бій. Юнона посилає на поміч Турну його сестру — Ютурну. Вона знову підбурює троянців і рутульців до битви. В двобої Еней зазнає рани, та Венера збирає для нього всілякі зілля, що допомагають вилікуватися.
Думаючи, що Турн загинув, Амата вирішує повіситись, що спантеличує всіх присутніх. Еней виходить на двобій з Турном і вибиває йому з рук меча. Юнона, рукою Ютурни, повертає Турну зброю. За це Зевс сварить Юнону і говорить: «Уже ж вістимо всім богам: Еней в Олімпі буде з нами живитись тими ж пирогами, які кажу пекти я вам». Двобій продовжується, зваливши Турна на землю, Еней збирається його вбити, але слова рутульця з проханням подбати про його батька розчулюють Енея. Раптом він помічає на тілі Турна обладунки, котрі той узяв з трупа Палланта. Це отямлює Енея, і він таки добиває Турна.

## Персонажі

Ілюстрація Анатолія Базилевича, 1970 р.

#### Групи дійових осіб
- Еней і троянці. У цих образах змальовано українських козаків-запорожців, їх хоробрість та веселі звичаї.
- Боги. Ці образи уособлюють феодально-поміщицьку верхівку з усіма її негативними рисами  — хабарництво, інтриганство, зневажливе ставлення до народу. Одні з них допомагають Енею, інші — перешкоджають.
- Земні герої. Ці образи зображують українських поміщиків-феодалів, їх взаємини та побут.

#### Головні герої
- Еней — очільник вцілілих троянців;
- Анхіз — батько Енея;
- Венера  — богиня весни та кохання, мати Енея;
- Низ та Евріал — друзі-троянці;
- Зевс (Зевес в оригіналі Котляревського) — верховний бог;
- Меркурій — бог-покровитель торгівлі;
- Еол — бог вітрів;
- Нептун — бог моря;
- Юнона — богиня шлюбу;
- Дідона — цариця Карфагена ;
- Сивілла — пророчиця;
- Цирцея — цариця-чаклунка;
- Латин  — цар народу латинів;
- Амата — дружина Латина;
- Лавінія — дочка Латина та Амати;
- Турн  — цар народу рутулів (в Котляревського названі рутульцями).

## Аналіз

### Жанр
Поема Вергілія стверджує божественне походження імператорської влади. Вона — твір героїко-патетичний. Героїчне властиве й твору І. Котляревського з його екскурсами в минуле, самозреченням в ім'я Вітчизни. Але усі персонажі, особливо у перших частинах української поеми, знижені, приземлені, навіть небожителі хитрі, підступні, жадібні, сварливі тощо. У лексиці «Енеїди» Котляревського — можна знайти просторіччя, лайливі слова — тон твору зумисне несерйозний, балаганний. Але, як зауважував О. Білецький, ця зовнішня комічність не заступає внутрішньої серйозності твору — автор порушує в ньому найактуальніші проблеми суспільного життя.
І. Котляревський перелицьовує на український лад сюжет твору давньоримського класика Вергілія. В античному творі йшлося про мандри троянців, що прибувають з волі богів до латинських земель (пізніше Римська держава). У поемі І. Котляревського розгортаються такі ж події, збережені імена героїв, але українським автором закладений новий національний зміст: під виглядом троянців постають українські козаки, богів Олімпу — українське панство; усі реалії твору відбивають життя українського суспільства XVIII ст. після руйнування української «Трої» — Запорізької Січі.

### Основні риси твору
Уся поема виражає духовний світ української людини. Троянці — носії рис національного характеру; вони сміливі, дужі, завзяті. Проте, на думку автора, українець ще й покірний: на острові чаклунки Цірцеї йому судилася доля вола.
«Енеїда» написана чотиристопним ямбом.
| Мова                                           | Відхід від старокнижної мови — твір написаний народною мовою. Автор вдається до фразеологізмів, нагромадження синонімів, жаргонізмів, народно-поетичних порівнянь. У поемі названі українські імена, згадуються назви міст тощо. Автор використовує макаронічну мову; вживає рідкісні чи й вигадані слова «під старовину» (наприклад джерегелі). |
| Фольклор                                       | У творі органічно вжиті народні прислів'я, приказки, пісні. На щиті Енея Вулкан викував героїв українських казок (Телесика, Котигорошка, Івана-Царевича, змію, Жеретію). Царю Латину троянці дарують «килим-самольот», скатерть-самобранку, сап'янці-самоходи.                                                                                   |
| Вірування                                      | Відгомін язичницьких вірувань предків: Еней перед подорожжю на той світ приносить жертву: ламає гілку з чарівної яблуні (прообраз дерева життя); троянці зустрічаються з мавками; у творі описані ворожіння і знахарство. |
| Обряди, традиції                               | Троянці ходять у гості з хлібом-сіллю; беруть участь у поминках, весіллях, родинах; бувають на вечорницях і досвітках, б'ються за правилами козацького штурхобочного бою. |
| Багатство і оригінальність української природи | У поемі змальована українська природа: рослини, дерева, кущі (папороть, васильки, петрів батіг, конвалія, терен, шипшина, липа, дуб, сосна); тварини дикі і свійські (вовк, ведмідь, тхір, заєць). |
| Їжа                                            | Відтворення традиційної української кухні: страв (свиняча голова з хріном, локшина, куліш, каша, пиріжки, ковбаса, борщ) і напоїв (горілка, пиво, слив'янка, узвар). |
| Музика, танці                                  | Герої твору грають на бандурі, сопілці, скрипці, кобзі — найпопулярніших в Україні музичних інструментах; співають пісні про козаків; танцюють горлицю, санжарівку. |
| Одяг                                           | Точне зображення деталей чоловічого (сорочка, каптан з китайки, шапка, пояс з каламайки, бриль, постоли, свита) і жіночого (кораблик, кунтуш, запаска, червоні чоботи) одягу. Зображуючи український костюм, автор захоплюється його естетичністю, зручністю, підкреслює народний смак.                                                          |
| історія                                        | Запорізька Січ, гетьмани Сагайдачний і Дорошенко, битви під Полтавою і Бендерами, і ще віддаленіша монголо-татарська навала — автор стверджує неперервність національної історії від княжих часів до його сучасності. |
| Ремесло                                        | У творі названі професії, поширені в українському суспільстві: чумак, поромщик, канцелярист, суддя, піп, купець, шинкар, швець, кравець, коваль, косар, військовий. Автор змальовує предмети домашнього вжитку, хатній інтер'єр, вони свідчать про майстерність українця у всякому ремеслі.                                                      |

### Мовні особливості
В «Енеїді» зафіксовано близько 7000 слів. Найширше представлена етнографічно-побутова лексика: назви одягу, їжі, житла, хатнього інтер'єру, сільськогосподарських знарядь, народних ігор, назви спорідненості і свояцтва тощо. Характерною для мови поеми є багата синоніміка. Для прикладу, синонімічний ряд дієслів із значенням «іти — ходити»:
- волочитися, почухрати, попхатися, слонятися, причвалати, побрести, лізти, уплітати, прискочити, влізнути, шлятися, швен-дювати, мандрувати, приплентатися, чкурнути, покотити, пертися, скитатися, сунутися, пороснути, копирснути та ін.

Широко представлена народна фразеологія. Для прикладу, фразеологічний ряд із семантикою «зробити кому-небудь зле»:
- зварити каші, наварити киселя, злити кулю, дати швабу, дати перегону, дати хльору, видавити олію, залити за шкуру сала, вкрутити хвоста, посадити на лід, учинити ярміз, наброїти біди.

Текст насичений приказками і прислів'ями:
- «Біда не по дерев'ях ходить, і хто ж її не скуштував? Біда біду, говорять, родить. Біда для нас   — судьби устав! Еней в біді, як птичка в клітці; Заплутався, мов рибка в сітці; Терявся в думах молодець».

Мова поеми повністю орієнтована на усне мовлення з такими характерними його рисами, як фамільярність і експресивність. Народнорозмовна стихія визначає не тільки лексичні і фразеологічні засоби, а й словотворчі (Енеєчко, Анхизенко, Агамемноненко, Лавися та ін.) та синтаксичні (Енея не любила — страх; Забув і в Рим щоб мандровать; Гребнули раз, два, три, чотири. Як на! — у берега човни; Юнона з Турном як шутила, Еней про теє ні гу-гу).
В «Енеїді» зафіксовані й різні групи запозиченої лексики, зокрема військової: муштра, муштрувати, баталія, армія, ранжир, бомба, артикул, депо, лагер, пікет, мундир, флот, провіантмейстер, крігсцальмейстер, волонтир та ін.; побутової: капот, портшез, ридван, презент.
Діалектною основою мови «Енеїди» послугували середньонаддніпрянські говори української мови. Більшість фонетичних, морфологічних і синтаксичних рис мови Котляревського закріпились як нормативні в новій українській літературній мові.
Поза нормою лишились окремі фонетичні варіанти, наприклад, форми, в яких відсутнє чергування о з і в закритому складі: радость, боль, поход та ін.; переважає форма прийменника од (поряд з від); спостерігається непослідовність у відтворенні звукосполучення ри у відкритому складі з попереднім приголосним: здрогнувся і здригнувся, перехристився поряд з хрещений; закінчення -е в називному відмінку множини в іменниках чоловічого роду II відміни з суфіксом -ин, випадним у формах множини: люде, миряне, дворяне, міщане; відмінкові форми особ, займенника 3-ї ос. без епентетичного н у прийменникових конструкціях: Бісом на його дививсь, Просить собі у їх пораду та ін.; дієслівні форми з суфіксом -ова: бенкетовать, замудровав, жартовати; паралельне вживання повних і скорочених дієслівних форм 3-ї особи однини теперішнього або майбутнього часу дієслів І дієвідміни з основою на -а(-я): співає і співа, думає і дума тощо.
Високий рівень варіативності в мові Котляревського є закономірним для початкового етапу формування літературної мови.

## «Енеїда» Котляревського й «Енеїда» Осипова

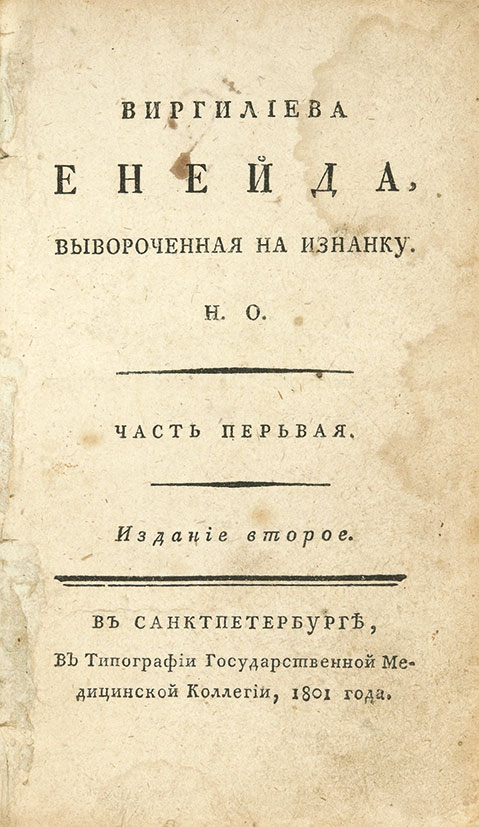
Третє видання (позначене як друге) «Енеїди» М. П. Осипова 1801 рік

Деякі філологи зазначають, що безпосередньою основою для «Енеїди» Котляревського послугувала «Виргилиева Энеида, вывороченная наизнанку» російського письменника М. П. Осипова, що вийшла друком дещо раніше, у 1791 році. Збігається розмір (4-стопний ямб), строфічна форма (одична 10-віршова строфа) і навіть ритмічні особливості, характерні для російського ямба того часу.
О. О. Бестужев в статті «Взгляд на старую и новую словесность в России» 1823 року писав:
|  | У блазенському роді (burlesque) відомі в нас Майков і Осипов. Перший (нар. 1725, пом. 1778 р.) образив освічений смак своєю поемою «Єлисей». Другий, в «Енеїді» навиворіт, досить забавний і оригінальний. Її ж малоросійським наріччям з більшою удачею переклав Котляревський Оригінальний текст (рос.) [В шутовском роде (burlesque) известны у нас Майков и Осипов. Первый (р. 1725, ум. 1778 г.) оскорбил образованный вкус своею поэмою «Елисей». Второй, в «Энеиде» наизнанку, довольно забавен и оригинален. Её же на малороссийское наречие с большею удачею переложил Котляревский ] Помилка: {{Lang}}: текст вже має курсивний шрифт (допомога) |

| М. П. Осипов, 1791 | І. П. Котляревський, 1798 | І. П. Котляревський, 1798 |
| --- | --- | --- |
| Эней был удалой детина И самый хватский молодец; Герои все пред ним скотина Душил их так, как волк овец. Но после свального как бою Сожгли обманом греки Трою, Он, взяв котомку, ну бежать; Бродягой принужден скитаться, Как нищий, по миру шататься, От бабьей злости пропадать. | Еней був парубок моторний I хлопець хоть куди козак, Удавсь на всеє зле проворний, Завзятіший од всіх бурлак. Но греки, як спаливши Трою, Зробили з неї скирту гною, Він, взявши торбу, тягу дав; Забравши деяких троянців, Осмалених, як гиря, ланців, П'ятами з Трої накивав. | Еней був парубок моторний I хлопець хоть куди козак, Удавсь на всеє зле проворний, Завзятіший од всіх бурлак. Но греки, як спаливши Трою, Зробили з неї скирту гною, Він, взявши торбу, тягу дав; Забравши деяких троянців, Осмалених, як гиря, ланців, П'ятами з Трої накивав. |
| А ветры между тем подули В затылок сильно кораблям И паруса все натянули Висящие по всем щеглам На палубе гребцы рассевшись, И будто белены объевшись Кричали песни, кто что знал                                                                                                  | А ветры между тем подули В затылок сильно кораблям И паруса все натянули Висящие по всем щеглам На палубе гребцы рассевшись, И будто белены объевшись Кричали песни, кто что знал                                                                                               | А вітри ззаду все трубили В потилицю його човнам, Що мчалися зо всеї сили По чорним пінявим водам. Гребці і весла положили Та, сидя, люлечки курили І кургикали пісеньок: |
| Но дочь сия была и девка, Отменная от прочих всех, Резвиться с нею не издевка, Отведает всяк с горем смех. Она была как холь и нега: Лицо её белее снега, А щечки точно маков цвет, Росла, стройна, свежа, красива, Приступна всем и не спесива, И было уж осьмнадцать лет.        | Дочка була зальотна птиця, Іззаду, спереду й кругом;.. . Червона, свіжа, як кислиця, І все ходила павичом; Дородна, росла і красива, Приступна, добра, не спесива, Гнучка, юрлива, молода.                                                                                      | Дочка була зальотна птиця, Іззаду, спереду й кругом;.. . Червона, свіжа, як кислиця, І все ходила павичом; Дородна, росла і красива, Приступна, добра, не спесива, Гнучка, юрлива, молода.                                                                                      |
| Как едки трои не посутчишь, Так на тошне заживотит; На всем нытье ты зажелудчишь И на ворчале забрюшит А если позубит жевало, Не засердчит уж тосковало, И все уйдило прочь сгрустит; Сбедятся кучи все в забудку, Скручинишь всю свою избудку, И улетило сголодит                 | Борщів як три не поденькуєш, На моторошні засердчить; I зараз тяглом закишкуєш, І в буркоті закендюшить. Коли ж що напхом з'язикаєш І в тереб добре зживотаєш, То на веселі занутрить; Об лихо вдаром заземлюєш, І ввесь забуд свій зголодуєш, І біг до горя зачортить.         | Борщів як три не поденькуєш, На моторошні засердчить; I зараз тяглом закишкуєш, І в буркоті закендюшить. Коли ж що напхом з'язикаєш І в тереб добре зживотаєш, То на веселі занутрить; Об лихо вдаром заземлюєш, І ввесь забуд свій зголодуєш, І біг до горя зачортить.         |
| Но что пустячить нам звонилом? Звенильцем лучше замошнуй К чему полтиниться скупилом? Жалелом так ты не рублюй Поденежи меня давальцом, То поумлю я раскидальцом; Рассказы посудьблю всем вам: Что спередить с тобой в случиле? И как ты должен угодиле Юнонить и минервить сам?   | Та що абищоти верзлялом, Не казку кормом солов'ять: Ось ну, закалиткуй брязкалом, То радощі заденежать. Коли давало сп'ятакуєш, То, може, чуло зновинуєш, Як що з тобою спередить: Куди на плавах човновати, Як угодити Юнонати І як Еней замінервить.                          | Та що абищоти верзлялом, Не казку кормом солов'ять: Ось ну, закалиткуй брязкалом, То радощі заденежать. Коли давало сп'ятакуєш, То, може, чуло зновинуєш, Як що з тобою спередить: Куди на плавах човновати, Як угодити Юнонати І як Еней замінервить.                          |

У свою чергу, «Енеїда» Осипова може бути російською версією чи вільним перекладом «Virgils Aeneis, travestiert» А. Блюмауера, який сам наслідував «Le Virgile travesty en vers burlesques» П. Скаррона.

## Видання

### Першодруки
- (неповне видання, I—III частини) Котляревський І. П. Енеида. СПб: Иждивеніем М. Парпуры, 1798. (wdl.org [Архівовано 15 травня 2015 у Wayback Machine.]) (Ukrainica) (archive.org)
- (неповне видання, I—III частини) Котляревський І. П. Енеида. СПб: И. Глазунов, 1808.  (Google Books [Архівовано 16 січня 2014 у Wayback Machine.]) (HathiTrust)
- (неповне видання, I—IV частини) Котляревський І. П. Виргиліева Энеида. СПб. Въ медицинской типографіи, 1809. (Google Books) (archive.org)
- (перше повне видання усіх 6 частин) Котляревський І. П. Энеида. Харкьов: Въ университетской типографіи, 1842 (Ukrainica) (Google Books ver1 [Архівовано 12 квітня 2019 у Wayback Machine.], Google Books ver2) (HathiTrust) (archive.org) (eScriptorium [Архівовано 10 вересня 2014 у Wayback Machine.])

### Найвизначніші перевидання
- Котляревський І. Енеїда ком. О.Ставицького; мал. А. Базилевича.  — Київ: Радянська школа, 1989 (завантажити e-book версію [Архівовано 4 березня 2016 у Wayback Machine.])
- Котляревський І. Енеїда  / мал. А. Базилевича.  — Київ: Видавництво ФОП Стебеляк, 2012 Всі кольорові ілюстрації А.Базилевича.)

### Переклади іншими мовами
Хронологічний список перекладів «Енеїди» іншими мовами.
- Переклади російською:
  - Котлярэвськый И. П. Энеида: [пер. с укр. на рус. Ильи Бражнина]. — Москва: Гослитиздат, 1953. — 224 ст.[11][12]
  - Котлярэвськый И. П. Энеида: [пер. с укр. на рус. Константина Худенского]. — Калининград: Издательство газэты Калининградская правда, 1957. — 271 ст.[13]
  - Котлярэвськый И. П. Энеида: [пер. с укр. на рус. Веры Потаповой, худож. И. И. Бекетов, ред. М. Ф. Рыльского, вступ. статья А. И. Белецкого]. — Москва: Гослитиздат, 1961. — 295 ст.[12]
  - Котляревский И. П. Энеида: [Поэма] / Пер. с укр. Дмитрия Андреева; Худ. А. Базилевич. — К.: Дніпро, 1986. — 208 ст. 28000 экз.
  - Котлярэвськый И. П. Энеида: [пер. с укр. и модернизация Анатолий Кондратенко]. — Ростов н/Д.: Рост. кн. изд-во. 1998. — 144 ст. 1000 экз. ISBN 5-7509-0846-1

- Переклади ромською:
  - Котляревский И. П. Энеида: [пер. с укр. Николая Ильина]. — Кировоград: Эксклюзив — Систем, 2013. — 92 ст. 300 экз. ISBN 978-617-7079-01-8 [На цыганском языке]

- Переклади чеською:
  - Ivan Petrovyč Kotljarevskyj: Aeneida, (z ukrajinskěho přeložili: Marie Marčanová , Zdeňka Hanusova a Jan Tureček-Jizerský) SNKLHU, Praha 1955. 310 str.[14] (Сканована книга з сайту http://chtyvo.org [Архівовано 18 лютого 2015 у Wayback Machine.]) (Перевірено 18 лютого 2015)

- Переклади білоруською:
  - Іван Катлярэўскі. Энеіда. (Пер. з укр.: Аркадзь Куляшоў). — Мінск: Беларусь, 1969. — 270 с.[15][16][17]

- Переклади болгарською:
  - Иван Котляревски. Енеида. (Прев. от укр.: Кирил Кадийски ; Худож. Даниела Зекина; Предговор: Олес Гончар). — София: Народна култура, 1987. — 288 с.[18][19]

- Переклади румунською:
  - Ivan Kotlearevsky: Eneida. (traduceri Aurel Covaci , Ioan Covaci)  — Bucureşti, România: Editura Mustang, 2001. ISBN 973-8315-01-8[20][21]

- Переклади німецькою:
  - Kotljarevs'kyj I. Aeneida / Ivan Kotljarevs'kyj; [Deutsch von Irena Katschaniuk-Spiech ; hrsg. von Leonid Rudnytzky, Ulrich Schweier].  — München: Ukrainische Freie Universität, 2003.  — 242 S. ISBN 978-3928-6-8747-8[22]
  - Kotljarevs'kyj I. Aeneide. Teil I (Aus dem Ukrainischen übersetzt von Ostap Hrycaj) // Ukrainische Nachrichten.  — Wien, 1915. Nr. 37 (частковий переклад, лише дванадцять строф першої частини)[23]

- Переклади англійською:
  - Ivan Kotliarevsky. Aeneid: [Translated into English from Ukrainian by Bohdan Melnyk ].  — Canada, Toronto: The Basilian Press, 2004.  — 278 pages. ISBN 978-0921-5-3766-3[24][25][26]

- Переклади польською:
  - Ivan Kotlarewski: Eneida (tłumaczenie: Piotr Kupryś).  — Polska, Lublin: Wydawnictwo KUL, 2008.  — 271 s. ISBN 978-83-7363-646-0[27][28]
    - Ivan Kotlarewski: Eneida (tłumaczenie: Piotr Kupryś).  — Polska, Lublin: Polska Akademia Nauk ; Kijów: Narodowy Uniwersytet Biologicznych Źródeł Energii i Wykorzystania Przyrody, 2013.  — 379 s. ISBN 978-83-9364-504-6

  - Ivan Kotlarewski: Eneida. Czesz pierwsza [tlumaczenie: Jerzy Pleśniarowicz (1), Florian Nieuważny (2,3)]. Antologia poezji ukrainskiej / Florian Neuwazny, Jerzy Plesniarowicz.  — Warszawa: Ludowa Spoldzielnia Wydawnicza, 1976. (частковий переклад, лише перші 3 частини)
    - (перевидання) Ivan Kotlarewski: Eneida. [tlumaczenie: Jerzy Jędrzejewicz (1), Florian Nieuważny (2,3)]. Ivan Kotlarewski: Utwory (Eneida, Natalka Poltawka) / Florian Neuwazny, Jerzy Jędrzejewicz, Jerzy Zagorski.  — Lviv: Vydavnyztvo «Kameniar», 2005. ISBN 5-7745-0396-8 (частковий переклад, лише перші 3 частини)

- Переклади грузинською:
  - ივან კოტლიარევსკი: ენეადა; უკრ. თარგმნა ამირან ასანიძემ ; რედ. ავთანდილ გურგენიძე, და სხვ.; წინათქმა რევაზ ხვედელიძე; მხატვ. ანატოლი ბაზილევიჩი, თბ., 2011. 324გვ. ISBN 978-9941-0-3528-9[Переклад][29]

- Переклади есперанто:
  - Ivan Kotlarevskij: Eneado. (La I-an, II-an kaj III-an partojn de la poemo esperantigis Hennadij Turkov), La Kancerkliniko, 114, 125—126, 135—138.[30] (частковий переклад, лише перші 3 частини)

Готується переклад японською мовою (переклад Хіно Такао).

## Історія ілюстрування (книжкові видання з 1903 по 1969рр.)[34]
- Порфирій Мартинович (Полтава: Полтавська городська дума, 1903)
- Василь Корнієнко (Київ: Вік, 1904)
- Іван Бурячок (Київ: Вік, 1909)
- Адальберт Штірен (Берлін: Вид. О.Дякової, 1922)
- Микола Алексєєв (Харків; Київ: Література і мистецтво, 1931)
- Мирон Левицький (Львів: Батьківщина, 1932)
- Михайло Дерегус (Київ: Держ. літ. вид-во, 1937)
- Сергій Пожарський (Москва: Укр. держ. вид-во, 1944)
- Іван Іжакевич і Федір Коновалюк (Київ: Держ. вид-во худ. літ-ри, 1948)
- Микола Муратов (Москва: Гослитиздат, 1955)
- Мирослав Ваша (Praha: SNKLHU, 1961)
- Іван Бекетов (Москва: Гос. изд-во худож. л-ры, 1961)
- Олександр Довгаль (Харьков: Харьк. кн. изд-во, 1961)
- Анатолій Базилевич (Київ: Дніпро, 1968)
- Олександр Данченко (Київ: Дніпро, 1969)
- Володимир і Михайло Басалиги (Мінськ: Білорусь, 1969)

## Похідні твори

### Поеми
«Енеїда навиворіт» (біл. Энеіда навыварат) — білоруська пародійно-гумористична бурлескна поема написана в 1820-ті роки. Перший великий епічний твір білоруською літературною мовою нового часу. Більшість дослідників вважає її автором Вікентія Ровинского, в минулому ж вважалася написаною анонімним твором.

### Опери, оперети та вистави[36]
Комічна оперета в 5 діях і 16 одмінах «Верґілієва Енеїда» (музика Григорія Ашкаренка, лібрето Марка Кропивницького) написана у 1898 році й вперше поставлена наприкінці 1880-х років. Іноді ця робота помилково датується 1903 роком, оскільки одним з перших друкованих зібранням творів драматурга куди попала ця оперета був третій том «Повного збірника творів» письменника виданий у Харкові у 1903 році.
Комічна оперета в 6-ти діях і 7 одмінах «Енеїда» авторства Павла Барвінського написана у 1901 році, (а в 1903 році дозволена цензурою до постановки), але вперше надрукована лише у 1908 році в Полтаві в другому томі «Творів» письменника.
Опера «Енеїда» (музика Миколи Лисенка, лібрето Людмила Старицька-Черняхівська); вперше поставлена 23 листопада 1910 року в Києві Миколою Лисенком за мотивами першої частини Енеїди Котляревського. Довгий час лібрето опери помилково приписували автору ідеї створення опери Миколі Садовському, але згодом з'ясувалося що справжнім автором лібрето є Людмила Старицька-Черняхівська.
Опера «Еней на мандрівці» (музика Ярослава Лопатинського, лібрето Миколи Курцеби); написана у 1911 році й вперше поставлена 6 червня 1912 року у Чернівцях театром «Руська бесіда». Довгий час лібрето опери помилково приписували автору музики опери Ярославу Лопатинському, але згодом з'ясувалося що справжнім автором лібрето є Микола Курцеба.
Оперета «Енеїда»; відомо, що у 1925 році Василь Василько збирався поставити оперету «Енеїда» в театрі «Березіль», але здійснити цей задум він зміг лише наступного сезону у 1926 році в Одеській держдрамі. Сценарій до оперети написав сам Василь Василько, але використано було партитуру Лисенка (до якої Михайло Вериківський за проханням Василька додав кілька номерів). Окрім того, у 1928 році Іван Микитенко пише текст для оперети «Енеїда» за сценарієм Василя Василька (музика Ю. Губарева), де висміює білих і жовто-блакитних емігрантів та внутрішню контрреволюцію. На жаль, ця музична комедія так і не була ні поставлена ні надрукована (але копія оперети збереглася в Архіві Івана Микитенка).
Вистава-мюзикл «Енеїда» (музика Ю. Коваля, інсценізація Володимира Грипича); вперше поставлена режисером Володимиром Грипичем у 1978 році на сцені Запорізького академічного музично-драматичного театру імені В. Г. Магара.
Рок-опера «Енеїда» (музика Сергія Бедусенка, лібрето Івана Драча); вперше поставлена у 1986 році режисером Сергійом Данченком) у київському Національному театрі імені Івана Франка.
У 2002 році у Донецьку відбулася прем'єра вистави «Енеїда» за мотивами поеми Котляревського «Енеїда» у Донецькому обласному музично-драматичному театрі імені Артема. Режисер: Віктор Шулаков. Вистава була переважно україномовною, з деякими репліками на початку російською. У 2003 році за цю виставу Шулаков отримав Національну премію імені Т. Шевченка.
18 лютого 2005 року знову відбулася прем'єра вистави-бурлеску на дві дії за мотивами поеми Котляревського «Енеїда» на сцені Запорізького академічного обласного музично-драматичного театру імені В. Г. Магара (вперше «Енеїду» Котляревського в цьому театрі поставив режисер В. Грипич 1978 року). Режисером виступив Андрій Романов. У виставі використана музика Руслани й гурту «ВВ».
20 січня 2013 року відбулася прем'єра містерії на дві дії «Енеїда» за мотивами поеми Котляревського «Енеїда» у Херсонському обласному академічному муздрамтеатрі імені М.Куліша. Інсценізація та режисер: Сергій Павлюк.
22 грудня 2014 року відбулася прем'єра феєрії-бурлеск «Енеїда» за мотивами поеми Котляревського «Енеїда» у Івано-Франківському академічному обласному театрі імені Івана Франка. Інсценізація Ростислава Держипільського та Олексія Гнатковського.

23 вересня 2017 року відбулася прем'єра легенди-містерії на дві дії «Енеїда» за мотивами поеми Котляревського «Енеїда» у Волинському академічному обласному українському музично-драматичному театрі імені Т. Г. Шевченка. Інсценізація Ярослава Ілляшенка.

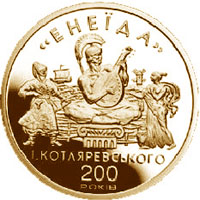
«Золота пам'ятна монета Енеїда» введена до 200-річчя публікації поеми (1998)

Також оригінальні постановку Енеїди Котляревського створили Полтавський обласний український музично-драматичний театр ім. М. Гоголя (режисер Юрій Кочевенко; прем'єра відбулася — 1998 року), Миколаївський академічний обласний український театр драми та музичної комедії (режисер Олег Ігнатьєв, прем'єра відбулася у 2006 році).

### Екранізації
В 1969 році режисер Ніна Василенко зняла короткометражний мультфільм «Пригоди козака Енея», створений за мотивами однойменної поеми Івана Котляревського на студії Київнаукфільм
В 1991 році режисер Володимир Дахно зняв повнометражний мультфільм «Енеїда», створений за мотивами однойменної поеми Івана Котляревського на студії Укранімафільм.
|                      |  |  |
| Енеїда (набір монет) |  |  |

### Музейні виставки
- З 24 серпня по 29 жовтня 2017 року у Національному Художньому Музеї України в Києві відбулася виставка «Проект Енеїда» від артцентру «Я Галерея». «Проект Енеїда» — це перша виставка, що акумулює близько 200 визначних артефактів: ілюстрації, станковий живопис і графіку, театральні афіші, мультиплікацію, фото- та відеоматеріали, книжкові видання, які стосуються візуальних образів поеми Івана Котляревського, з приватних колекцій та 11 музеїв України[67]. На виставці були представлені малюнки таких художників: Г. Нарбут, П. Мартинович, М. Бутович, А. Токарев, М. Дерегус, М. Левицький, А. Базилевич, О. Данченко, Е. Кірич, О. Довгаль, В. Пресич, І. Падалка, М. Самокиш, Ф. Кричевський, І. Рєпін, Р. Петрук, І. Їжакевич, Ф. Коновалюк. Куратори виставки: Павло Гудімов, Діана Клочко, Поліна Ліміна, та Данило Нікітін[68].
- З 20 серпня по 13 вересня 2020 року у виставкрвій залі Полтавського художнього музею (Галерея мистецтв) іменя Миколи Ярошенка відбулася виставка «Ілюстрована Енеїда» (авторський проєкт Бориса Тристанова). На вистаці булопредставлено більше 400 ілюстрацій, заставок і кінцівок до розділів «Енеїди» 18 художників з книжкових видань 1903—1969 років[34].

## Світлини

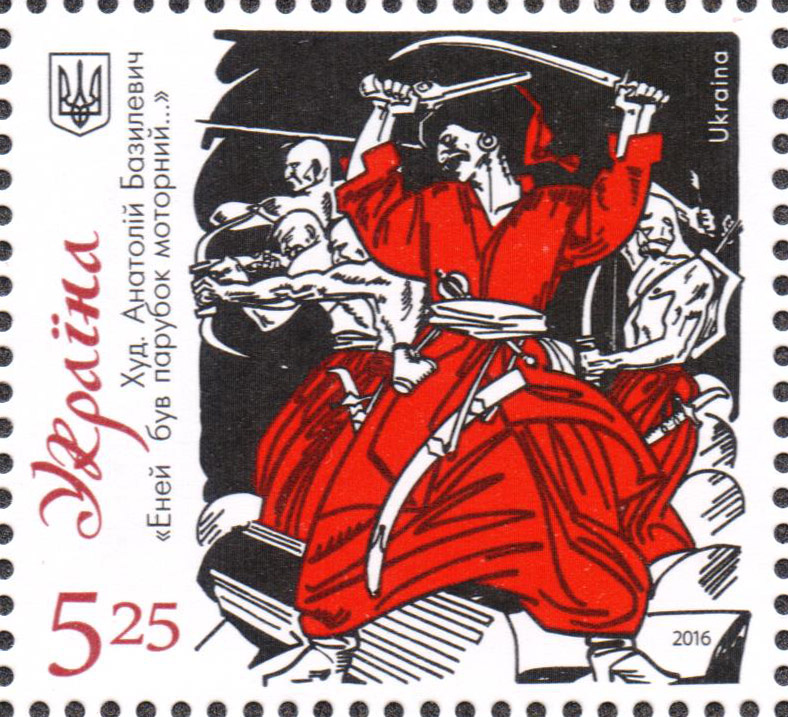
Поштова марка Укрпошти, присвячена «Енеїді» Котляревського (2016)
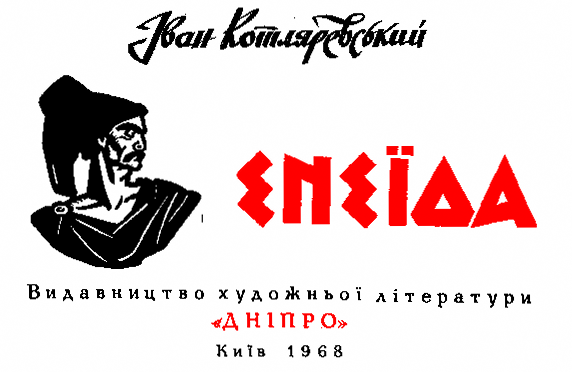
«Енеїда» Івана Котляревського. Київ: Дніпро, 1968 рік. Художник Анатолій Базилевич
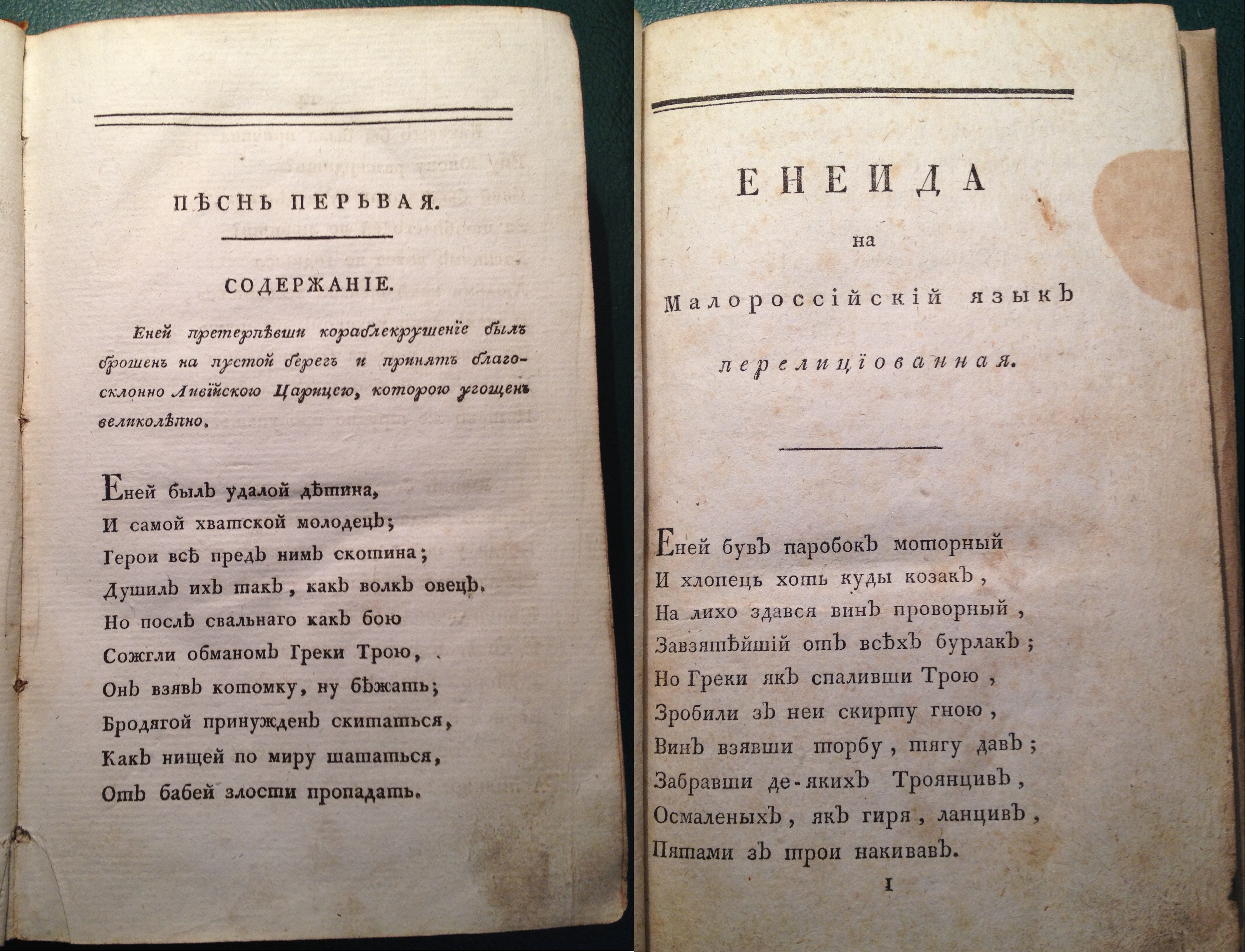
Перша строфа «Енеїди» Осипова та «Енеїди» Котляревського